# James Hook
James Hook, nascut el 27 juny 1985 a Neath (Gal·les), és un jugador de rugbi a 15, que juga amb la selecció nacional gal·lesa i amb la USAP de Perpinyà, movent-se principalment a la posició de mig obertura, però de vegades com a centre. Se'l considera una de les millors esperances de rugbi, i va ser recentment nomenat jugador promesa de Gal·les.

## Carrera

### Al club
Abans de jugar amb els Ospreys, havia tingut força èxit amb Neath RFC, convertir-se en el golejador amb més punts de la temporada. El 2011, la USAP ha anunciat l'arribada d'aquest important reforç per jugar en la posició de mig obertura. Amb un contracte per un període de tres anys, va ser presentat al públic català el 7 de maig del 2011 a l'estadi Aimé Giral i romandria al club rosellonés fins al seu descens a la Pro D2. Fou aleshores quan fitxaria per Gloucester Rugby, aconseguint ser campió de la European Challenge Cup de 2015.

### Selecció nacional
Després de brillar amb la selecció sub-21 de Gal·les, James Hook va fer parlar el seu talent amb selecció gal·lesa de rugbi a set, anotant la victòria en l'enfrontament contra Sud-àfrica en els Jocs de la Commonwealth. Hook ha estat des d'aleshores al més alt nivell malgrat la seva curta edat. De fet, va guanyar el seu primer partit l'onze de juny del 2006 a l'edat de 21 anys, jugant contra Argentina. Participà en la gira que els British i Irish Lions van fer el 2009, reemplaçant-hi el seu compatriota Leigh Halfpenny, amb una lesió a la cuixa. L'any 2015, formaria part de la selecció gal·lesa que jugaria la Copa del Món de Rugbi de 2015.

## Palmarès

### Al club
- Campió de la Pro 12 el 2007
- Campió de la Copa FA a 2008
- Campió de la European Challenge Cup de 2015

### Selecció nacional
- 33 partits amb l'equip de País de Gal·les
- 209 punts (6 països, 34 conversions, dos drops, 35 sancions)
- Seleccions per any: 6 en 2006, 14 a 2007, 10 a 2008, 3 a 2009
- La participació en la Copa del Món 2007
- La participació en el Sis Nacions en 2007, 2008 i 2009